# Арманьяк (графство)
Графство Арманья́к (фр. comté d'Armagnac) — исторические земли на территории современной Франции, в средние века вместе с графством Фезансак составлявшие герцогство Гасконь.
Столицей графства был город Лектур.
Графство было образовано в 960 году, когда земли графа Фезансака, Гийома Гарсии, после его смерти разделили между сыновьями и Арманьяк наследовал его младший сын Бернар I. В дальнейшем графы д’Арманьяк приносили оммаж графам Тулузы (с конца XII века) и далее — напрямую английским монархам. После присоединения Фезансака к Арманьяку вследствие брака графа д’Арманьяк Жеро III и наследницы Фезансака Аниселле, первый дом д’Арманьяков угас в 1215 году со смертью Жеро IV д’Арманьяка. Ему наследовал двоюродный брат Жеро де Ломань, виконт де Фезансаге, ставший основателем второго дома д’Арманьяков (ещё известного как де Ломань).
Пик процветания этого дома пришёлся на XIV век, когда в состав его владений вошли графство Шароле, графство Комменж и графство Родез. В 1481 году графство было изъято и включено в состав владений французской короны. Король Франции Карл VIII вернул графство Шарлю д’Арманьяку, которое затем получил его внучатый племянник и наследник Карл IV, герцог Алансонский, взявший в жёны Маргариту Наваррскую, сестру короля Франциска I.
Этот граф д’Арманьяк умер без наследников и его наследство перешло в 1525 году Генриху д’Альбре, который взял в жёны овдовевшую графиню д’Арманьяк. Король Франции Генрих IV присоединил графство д’Арманьяк к землям короны Франции в 1607 году.
В 1645 году 7-летний король Франции Людовик XIV передал эти земли графу Анри де Лоррен-Гаркуру, чьи потомки держали графство вплоть до 1751 года, после чего Арманьяк снова вернулся в королевский домен.

## Хронология
- 960 год — Выделение графства д’Арманьяк из графства Фезансак
- 1140 год — Присоединение графства Фезансак
- 1215 год — Смерть графа Жеро IV и прекращение первого дома д’Арманьяк.

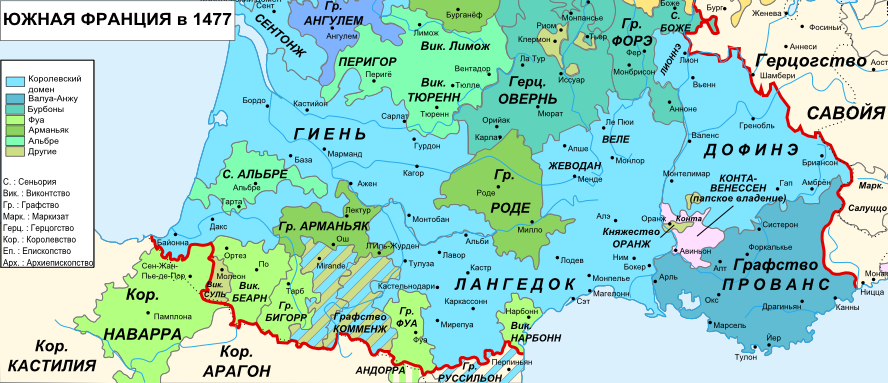

- 1304 год — Приобретение графства Родез
- 1410 год — После убийства Людовика Орлеанского граф Бернар VII д’Арманьяк объединил его сторонников, получивших название партия Арманьяков, против партии Бургиньонов.
- 1473 год — Гибель графа Жана V в ходе взятия столицы графства Лектура королём Людовиком XI.
- 1497 год — Пресечение второго дома д’Арманьяк. Графство перешло к Карлу IV Алансонскому.
- 1525 год — Его вдова Маргарита Наваррская вышла замуж за короля Наварры Генриха д’Альбре.
- 1589 год — Их внук, Генрих III Наваррский, стал королём Франции под именем Генриха IV.
- 1607 год — Генрих IV присоединил Арманьяк к владениям французской короны.